# 爱国左翼

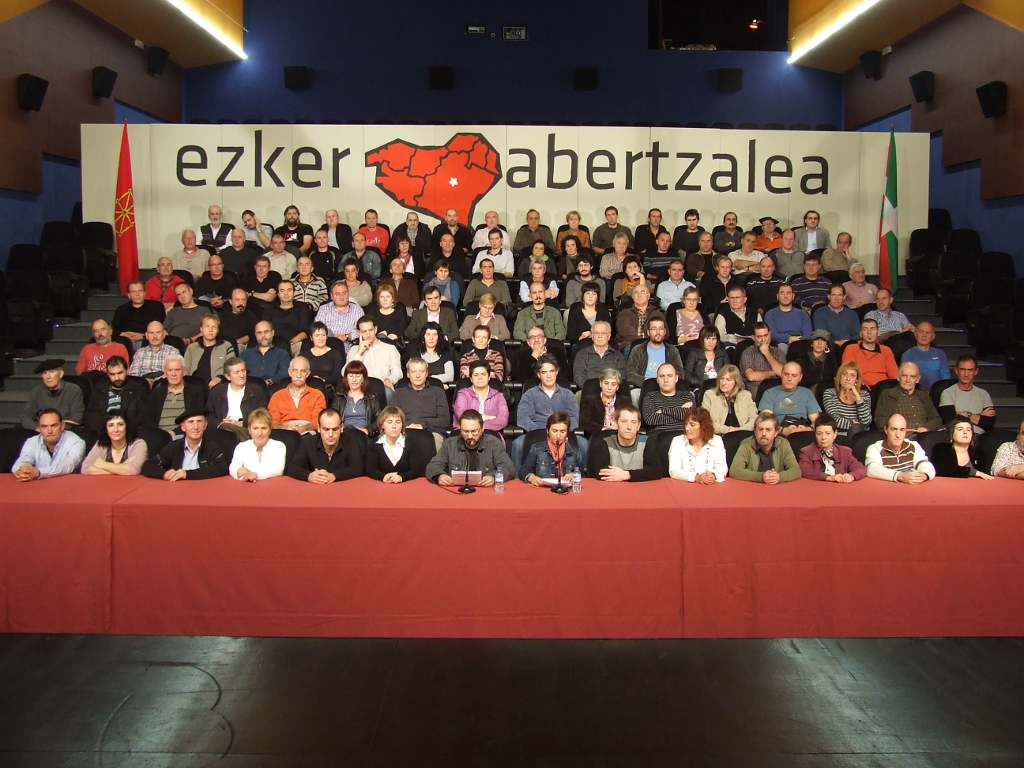
2009年的爱国左翼会议

爱国左翼是一个用于指代奉行巴斯克民族主义和分离主义的左翼政党和组织（涵盖范围从民主社会主义到共产主义）的政治术语。
“爱国左翼”与巴斯克民族主义党奉行的“耶尔察勒民族主义”形成鲜明对比，巴斯克民族主义党是一个保守的基督教民主主义政党，长期以来一直是巴斯克地区最大的政党。最早出现的爱国左翼党派包括1909年—1913年活跃的巴斯克民族主义共和党和1930年—2008年活跃的巴斯克民族主义行动。这些党派在1959年巴斯克祖国与自由（简称“埃塔”）由年轻一代创立时，代表了非宗教的巴斯克民族主义力量。“爱国左翼”一词常用于指代与“团结”（音译为“巴塔苏纳”，被取缔政党）相关的左翼民族主义事物。
1986年，由卡洛斯·加莱科特谢亚领导的一批巴斯克民族主义党左翼成员组建一个新的社会民主主义政党——巴斯克团结。在2010年“埃塔”宣布永久停火后，巴斯克团结加入与更接近“埃塔”的传统巴斯克民族主义左翼力量的融合进程。2011年—2012年，他们组成一系列联盟：“联合”、阿马尤尔，最后是巴斯克地区联合。媒体将部分前“巴塔苏纳”成员称为爱国左翼中的独立人士。